# Leschenaultia barbarae
Leschenaultia barbarae là một loài ruồi trong họ Tachinidae.